# Visartsluis

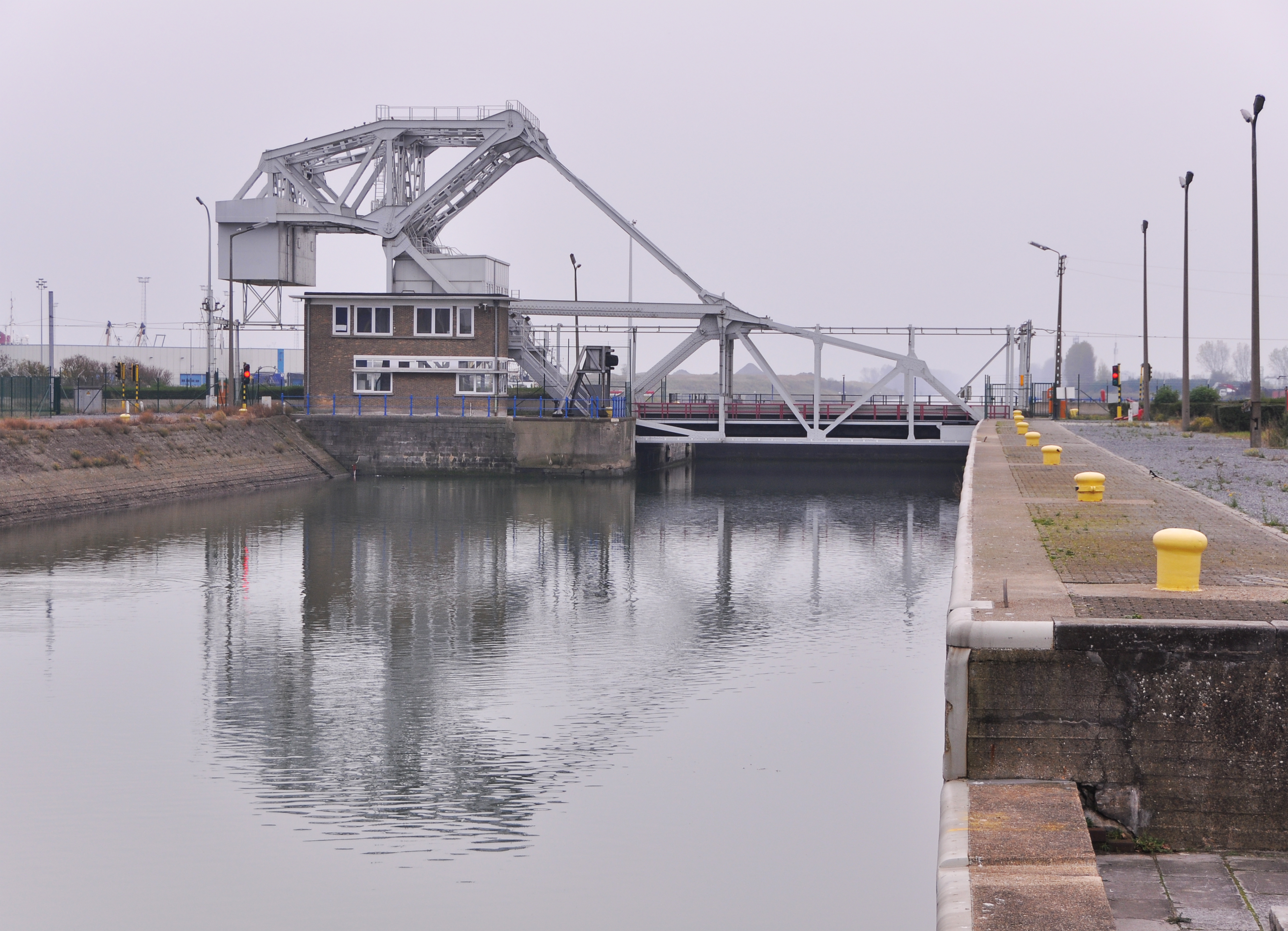
De Visartsluis en de Straussbrug (2011)

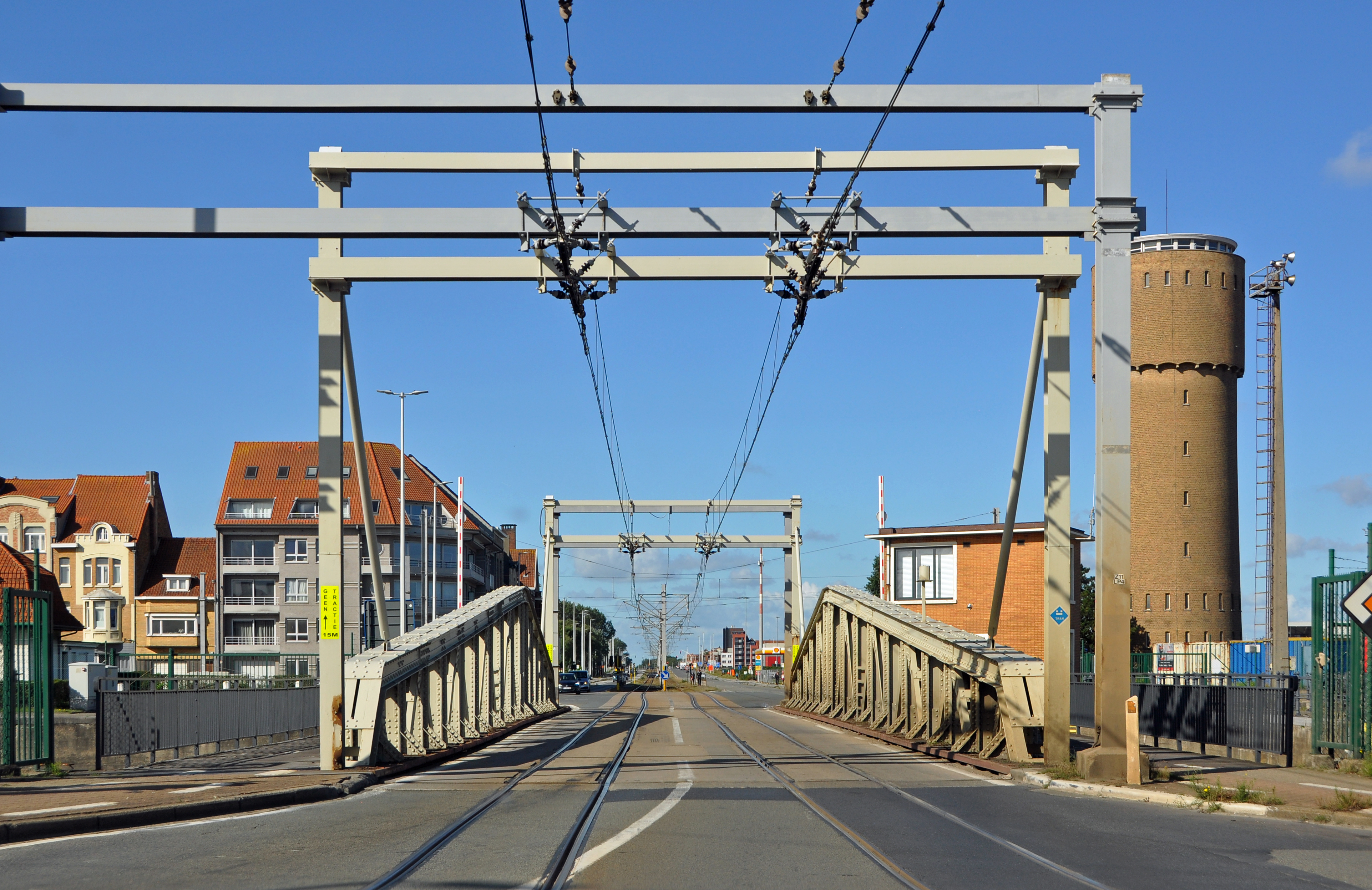
De Visartbrug (2020)

De Visartsluis is de eerste sluis gebouwd bij de aanleg van de haven van Zeebrugge. De naam refereert aan burgemeester Visart De Bocarmé die samen met Baron De Maere aan de basis lag van het ontwerp voor de Zeebrugse haven. De aanleg startte in 1896 en in 1904 voer het eerste schip erdoor. In de jaren 60 werd snel duidelijk dat de sluis veel te klein was. Daarom werd gestart met de aanleg van de Pierre Vandammesluis. De sluis ligt ten oosten van de Zeebrugse stationswijk.
Aan de zeezijde wordt de sluis overspannen door een draaibrug: de Visartbrug. Aan de zijde van de achterhaven wordt de sluis overspannen door de Straussbrug, een ophaalbrug met tegengewicht boven het wegdek. De Kusttram en het verkeer op de N34 maken normaal gebruik van de brug aan de zeezijde, tenzij die gedraaid is, dan moet er omgereden worden via de N34B over de Straussbrug. Goederentreinen van en naar de achterhaven maken ook gebruik van de Straussbrug. Voor de omlegging van de spoorlijn vanwege de nieuwe Pierre Vandammesluis verderop reden er ook reizigerstreinen naar Knokke. Op de Straussbrug is maar één tramspoor, in de rijweg. Richting Knokke rijd de Kusttram daarom spook.

## Nieuwe Zeesluis
Door de expansie van de achterhaven en de steeds groter wordende schepen wil men een nieuwe grote zeesluis aanleggen om de druk op de Vandammesluis te verminderen. Ook het schutten van kleinere schepen via de Visartsluis gaat moeilijk, omdat de Straussbrug niet voorzien is op het grote aantal vrachtwagens en ander wegverkeer, waardoor lange files ontstaan als de noordelijke draaibrug geopend is. In bepaalde scenario's wordt dit deel van de haven ook getijdenzone of wordt de sluis gedempt. In het voorjaar van 2018 werd een voorkeur uitgesproken waarbij de nieuwe sluis op de Visartsite ‘huidige locatie’ komt te liggen en de NX in een tunnel.